# Joanna Cargill
Joanna Cargill, conosciuta anche come Frenzy, è un personaggio dei fumetti creato da Bob Layton (testi) e Keith Pollard (disegni) nel 1986, pubblicato dalla Marvel Comics. La sua prima apparizione avviene in X-Factor (prima serie) n. 3 (maggio 1986).

## Biografia del personaggio

### Origini
Mercenaria freelance, Frenzy si unì ad altri tre mutanti (Tower, Stinger e Timeshadow) per formare l'Alliance of Evil al comando di Apocalisse. Dopo il fallimento di Tower nel rapimento del mutante Rusty Collins, Frenzy fu inviata in suo soccorso ed entrò in diretto conflitto con X-Factor, che in più di un'occasione sconfisse l'Alliance, fino al loro ultimo incontro, dove vennero tutti catturati e messi sotto custodia. Inevitabilmente, nella loro ricerca di libertà, l'Alliance entrò in conflitto con le autorità governative tanto che si opposero al Mutant Registration Act.
In uno degli scontri con i Nuovi Mutanti, Frenzy fu sconfitta da Warpath. In seguito si unì alle Femizon di Superia, un gruppo di amazzoni. Prese anche parte alla battaglia contro Capitan America e Paladino, fu catturata e rinchiusa nella prigione per super-criminali, solo per poi evadere e creare seri problemi ai Vendicatori.

### Accoliti
Frenzy si affiliò alla seconda formazione degli Accoliti di Magneto. La loro prima missione consistette nel rapimento di un giovane mutante da una scuola, in quella, Cargill uccise Sharon Friedlander, e con i suoi compagni di squadra, Unuscione e i fratelli Kleinstock, sconfisse il gold X-Men team. Fu sconfitta da Gambit (che aveva in precedenza conosciuto quando entrambi erano mercenari), Alfiere e Uomo Ghiaccio. Più tardi, tentò di uccidere il senatore Kelly, ma il piano fallì quando Wolfsbane la sconfisse.
Scoperto che Magneto era ancora in vita, Cargill si unì a Fabian Cortez nel viaggio verso il santuario mutante Avalon dove risiedeva il loro messia. Durante una missione di reclutamento, trovarono il giovane mutante Neofita, che fece parte degli Accoliti che riuscirono a fuggire dalla distruzione della stazione spaziale, durante la mini-saga Caduta di Avalon, in questa, si alleò con Ciclope, nemico di vecchia data in modo riuscire a salvarsi la vita. Giunti in Australia, tutti gli Accoliti furono presi in custodia dalle autorità.
Scappati di prigione, ritrovarono i resti di Avalon, e rimessili insieme tornarono da Magneto. Ormai sotto il comando di Exodus, Cargill partecipò all'attacco contro Mount Wundagore, base operativa degli Alti Evoluzionari.

### Controllo mentale
Dopo lo smantellamento degli Accoliti, Cargill divenne ambasciatrice di Genosha presso le Nazioni Unite. Quando i Vendicatori s'infiltrarono nell'isola, Cargill abbatté She-Hulk con un pugno, e durante il confronto con Quicksilver, fu sconfitta da Scarlet. Apparsa in TV ordinando la resa immediata delle altre nazioni e la lealtà nei confronti di Magneto, fu arrestata dal governo americano in modo da avere informazioni sui piani di conquista di quest'ultimo. Rifiutandosi di parlare, fu presa in custodia da Jean Grey che la controllò mentalmente in modo da poter sfruttare la sua conoscenza dell'isola per riuscire a soccorrere il professor Xavier. L'inesperienza degli X-Men messi insieme da Fenice favorì la loro veloce sconfitta. Tuttavia, quelli in carica riuscirono a sconfiggere Magneto e ad impedire l'invasione. Liberata dal controllo mentale, Cargill si affrettò a lasciare lo Xavier Institute e gli X-Men.

### Dopo House of M
Frenzy è una dei pochi mutanti che mantennero i poteri dopo gli eventi di House of M. Come membro degli Accoliti assieme a Random e Tempo, guidati da Exodus, attaccarono la base volante dello S.H.I.E.L.D. in modo da catturare Rogue. Si persero le sue tracce dopo la sconfitta inflittale da Mystica, Northstar e Aurora.

### Alleanza sinistra
Assieme a Exodus e agli altri Accoliti, attaccarono la Xavier Institute, per recuperare i Diari di Destiny. Non riuscì a mettere k.o. X-23, che riuscì a ferire con i suoi artigli d'adamantio la sua pelle impenetrabile. Dopo aver scoperto che i Diari erano dei falsi, sconfissero Colosso, Shadowcat, i New X-Men e tornarono da Sinistro che etichettò la loro missione come un fallimento.

## Poteri e abilità
Cargill ha un'epidermide resistentissima che le permettere di resistere sia alle ferite profonde che superficiale sia alle alte temperature. Frenzy possiede inoltre una forza superumana, ai livelli di quella mostrata da Rogue in passato.

## Altre versioni

### Marvel Zombi
In questa versione alterata dell'Universo Marvel, Frenzy è una dei pochi superumani ad essere scampata al contagio di un virus che ha trasformato tutti i supereroi del mondo in zombi. Assieme ad altri superstiti (Fabian Cortez, Scanner, Lisa Hendricks, Reynolds, Burns, Forge e Pantera Nera), decide di intraprendere una spedizione sulla Terra dall'Asteroide M.

### X-Men: The End
In questo futuro alternativo, Cargill è una dei pochi superstiti dell'esplosione che coinvolge lo Xavier Institute.